# Малыхин, Фёдор Мефодьевич
Фёдор Мефодьевич Малыхин (17 февраля 1906 — 26 июля 1970) — советский военный деятель. Генерал-полковник (25.05.1959).

## Биография
В армии с 1928 года. Окончил Военно-хозяйственную академию 1938 г. в РККА в городе Харькове. В 1931 году — командир взвода, помощник командира роты, командир роты стрелковой дивизии. В 1939—1940 годах — офицер для особых поручений Генерального штаба РККА, старший помощник начальника отдела Управления тыла и снабжения Генерального штаба РККА. Во время Великой Отечественной войны — помощник начальника моботдела Управления тыла и снабжения Генерального штаба РККА, начальник штаба управления тыла: Волховского фронта, Степного фронта, 2-го Украинского фронта, Забайкальского фронта. В 1953—1959 годах — начальник штаба Тыла МО СССР, в последующем стал заместителем министра обороны.
Должность: Начальник штаба тыла МО СССР
Похоронен на Новодевичьем кладбище.

### Предложный падеж
Цитата из мемуаров Елены Кудиновой «Жизнь без прикрас»:

Арестовано много крупных медицинских специалистов, в том числе профессор Егоров, возглавлявший Санитарное Управление Кремля. Освобожден от должности недавно назначенный министром здравоохранения генерал-полковник Смирнов. В печати появились фельетоны, высмеивающие «Приоритет евреев в музыке, медицине, фармации, адвокатуре» и т. д. В ходу был самый короткий анекдот: «Еврей-колхозник».
Заместителем нашей академии был генерал Малыхин Федор Мефодиевич, грубоватый, но справедливый человек. Как-то был я у него по вопросу учебной программы и сказал, что вот генерал Смирнов сейчас не у дел. Жаль, что бездействует такой крупный специалист военной медицины, давайте пригласим его в академию и организуем кафедру военной медицины. Он засмеялся и ответил: «Да ты знаешь, что для Смирнова наша академия мелковата».

## Награды
- орден Ленина
- 2 орден Красного Знамени
- Орден Богдана Хмельницкого 1-й степени (18.12.1956)
- Орден Суворова II степени
- орден Б. Хмельницкого 2-й степени
- орден Отечественной войны I и II степеней
- Орден Трудового Красного Знамени
- Орден «Знак Почёта»
- 3 орден Красной Звезды

## Звания
- Генерал-майор интендантской службы (29.05.1945[2])
- Генерал-лейтенант интендантской службы (31.05.1954[2])
- Генерал-полковник (25.05.1959[2])